# 日本基督教短期大学
日本基督教短期大学（にほんきりすときょうたんきだいがく、英語: Japan Christian Junior College）は、千葉県千葉市稲毛区小深町90-3に本部を置いていた日本の私立大学である。1951年に設置され、2009年に廃止された。大学の略称はJCJC。

## 概要

### 大学全体
- 千葉県千葉市稲毛区に所在した日本の私立短期大学で、設置主体は学校法人日本ナザレン・カレッジ[1]。
- 1951年に聖書農学園短期大学として開学。学科は開学当初より2学科体制。学科名の変更はあったものの、学科数の増減はなし。
- 2006年度の入学生を最後に[注釈 2]、短期大学としての使命を終える[2]。

### 教育および研究
- まず英語教育に力を入れていたことでも有名で、本短大の姉妹校とされるアメリカのポイント・ロマ・ナザレン大学（英語版）における英語教育の制度を導入したもので、この試みは日本で初めてのものとなっていた。
- 旧来の神学科を含めキリスト教学科は、全国の短大でも数少ない学科であった。

### 学風および特色
- プロテスタントのナザレン教会のエコールという人物により設立され、宗教系の学科をもつ短大は全国でも僅かだった。東京に日本ナザレン神学校があり、キリスト教学科（旧 神学科）卒業生はそこへ進学してナザレン教団の牧師を目指していた。
- 授業の一環としてチャペルアワーがあった。

## 沿革
- 1946年
  - 学校法人聖書農学園設立。
- 1950年
  - 10月 文部省[注釈 3]に短期大学[注 1]の設置認可に関する申請を行う[3]。
- 1951年
  - 3月5日 学校法人が成立する[4]。
  - 3月7日 左記を以て文部省[注 2]より短期大学の設置が認可される[注 3]。
  - 4月1日 聖書農学園短期大学（せいしょのうがくえんたんきだいがく）として以下の学科体制にて開学する[注 4]。
    - 神学科 入学定員30名
    - 英文科 入学定員15名
- 1954年
  - 5月1日 学生数[9]/定員
    - 神学科 2[注 5]/30
    - 英文科 24[注 6]/60
- 1957年
  - 3月1日 日本基督教短期大学に改称[10]。
- 1958年
  - 5月1日 学生数[11]/定員
    - 神学科 36[注 7]/30
    - 英文科 68[注 8]/60
- 1963年
  - 10月 キャンパスを千葉市小深町[注 9]に移転。
- 1964年
  - 4月1日 設置主体を学校法人日本ナザレン・カレッジに変更[12]。
- 1982年
  - 4月1日 英文科の入学定員を30→60に増員[注 10]
- 1982年
  - 5月1日 学生数[17]/定員
    - 神学科 4[注釈 4]/30
    - 英文科 119[注釈 5]/90
- 1987年 
  - 4月1日 英文科の入学定員を60→100に増員[注 11]。
  - 5月1日 学生数[22]/定員
    - 神学科 22[注釈 5]/30
    - 英文科 220[注 12]/160
- 1991年
  - 4月1日 英文科の入学定員を100→150に増員[注 13]。
  - 5月1日 学生数[27]/定員
    - 神学科 23[注 14]/30
    - 英文科 417[注 15]/250
- 1992年
  - 4月1日 神学科をキリスト教学科に改称[28]。
  - 5月1日 学生数[注 16]/定員
    - キリスト教学科 37[注 17]/30
    - 英文科 483[注釈 4]/300
- 1999年
  - 5月1日 学生数[31]/定員
    - キリスト教学科 12[注 18]/30
    - 英文科 105[注 19]/300
- 2000年
  - 4月1日 英文科を英語コミュニケーション学科に改称し、入学定員を150→100に減員[32]。
- 2006年
  - 4月1日 この年度で学生募集を終了[注釈 2]。
- 2009年
  - 10月30日 左記をもって文部科学省より正式に廃止の認可が下りる[2]。

## 基礎データ

### 所在地
- 千葉県千葉市稲毛区小深町90-3[注釈 1]

### 象徴
- 日本基督教短期大学のカレッジマークはキリストの十字架をイメージしたものとなっていた[33]。

## 教育および研究

### 組織

#### 学科
- キリスト教学科 入学定員15名[注釈 6]
- 英語コミュニケーション学科 入学定員100名[注釈 6]

#### 専攻科
- なし

#### 別科
- なし

#### 取得資格について
- 教職課程として中学校教諭二種免許状（英語）：英語コミュニケーション学科の前身である英語科にて設置されていた[35]。ちなみに、本短大が設置された当初は高等学校教諭免許状（英語）も置かれていた[36]。
- キリスト教学科の前身である神学科には、当初（宗教）が設置されていた[37]。

### 研究
- 遠藤昭彦/著 日本基督教短期大学『デューイにおける道徳的判断の基準』[38]

## 学生生活

### 部活動・クラブ活動・サークル活動
- 日本基督教短期大学で活動していたクラブ活動：宗教・TOEFLなどの文化系クラブや各種体育系クラブがあった。

## 大学関係者と組織

### 大学関係者組織
- 日本基督教短期大学同窓会 - ウェイバックマシン（2007年3月12日アーカイブ分）

### 大学関係者一覧

#### 大学関係者
歴代学長
- 小塩力
- 喜田川信

#### 出身者
- 高橋佳代子（元テレビ岩手アナウンサー、後の「午後は○○おもいッきりテレビ」アシスタント）
- 大橋宣雄：英文科卒業。1966年より本短大の非常勤講師として就任。

## 施設
- 学内に女子学生を対象とした学生寮があった。

## 対外関係

### 他大学との協定

#### アメリカ
- ポイントロマ・ナザレン大学

## 社会との関わり
- キャンパスは、テレビドラマ「高校教師」（1993年）ならびに「高校教師」（2003年）の舞台である日向女子高等学校のロケ地となった。

## 卒業後の進路について

### 就職について
- 英語コミュニケーション学科：一般企業への就職者が多いのが特徴である。実績の例として千葉銀行・千葉信用金庫・ソニー・そごう・ジャスコ・東京電力・丸井・トヨタカローラ店・千葉トヨペット・千葉トヨタ自動車・茨城トヨタ自動車・京葉銀行・日本通運などがある。
- キリスト教学科：一般企業のほか牧師や宗教家を目指す人もいた。

### 編入学・進学実績
- これまでの実績では、駿河台大学・明海大学・城西国際大学・帝京大学・明治大学などがある。